# Teodorico IV
Teodorico IV (712 – 737) è stato un re franco della dinastia dei Merovingi: regnò su tutti i Franchi di Neustria, Burgundia e Austrasia, dal 721 fino alla sua morte.

## Origini

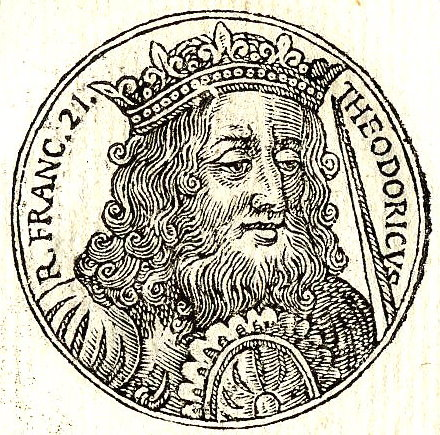
Teodorico IV dal prontuario di figure di personaggi insigni di Guillaume Rouillé

Secondo il Chronicon Moissiacensis era l'unico figlio del re dei Franchi Sali della dinastia merovingia, Dagoberto III e della moglie, di cui non si conoscono né il nome né gli ascendenti.

## Biografia
Teodorico, alla morte del padre, nel 715 venne rinchiuso nell'abbazia di Chelles.
Teodorico successe a Chilperico II, che era morto senza eredi, nel 721. Il maestro di palazzo Carlo Martello lo trasse dall'abbazia e lo proclamò re dei Franchi, qualche mese dopo la morte di Chilperico.
Il governo del regno, anche quando Teodorico raggiunse la maggior età, fu saldamente nelle mani del suo maggiordomo, il quale si impegnò a rafforzare il potere centrale e a estendere il suo dominio: durante il suo regno vi furono le vittorie su Alemanni e Svevi, con la conquista dei loro territori, la vittoria di Carlo Martello sui musulmani a Poitiers (732) e la conseguente cacciata dei saraceni dall'Aquitania, la vittoria contro Oddone I d'Aquitania e l'occupazione del ducato dopo la morte di Oddone, la vittoria sui Frisoni, con l'occupazione dei territori e la distruzione di tutti i loro idoli pagani, la cacciata dei Saraceni e l'occupazione della Provenza e la vittoria sui Sassoni, ancora pagani. Tutte azioni svolte da Carlo Martello.
Dopo la morte, nel 737, di Teodorico, che aveva regnato per circa quindici anni, il regno fu retto da Carlo Martello, già comunque fautore reale di tutte le opere vittoriose svoltesi durante il suo governo, fino a quando Carlomanno e Pipino il Breve misero sul trono Childerico III.

## Discendenza
Di Teodorico non si conosce alcuna discendenza.

## Ascendenza
|                   |   |                     | Genitori |  |  | Nonni |  |  | Bisnonni      |  |  | Trisnonni   |  |
|                   |   |                     |          |  |  |       |  |  | Teodorico III |  |  | Clodoveo II |  |
|                   |   |                     |          |  |  |       |  |  | Teodorico III |  |  | Clodoveo II |  |
|                   |   | Batilde             |          |  |  |       |  |  | Teodorico III |  |  |             |  |
| Childeberto III   |   |                     |          |  |  |       |  |  | Teodorico III |  |  |             |  |
|                   |   | Clotilde detta Doda | …        |  |  |       |  |  |               |  |  |             |  |
|                   |   | Clotilde detta Doda | …        |  |  |       |  |  |               |  |  |             |  |
|                   |   | Clotilde detta Doda | …        |  |  |       |  |  |               |  |  |             |  |
| Dagoberto III     |   | Clotilde detta Doda |          |  |  |       |  |  |               |  |  |             |  |
|                   |   | …                   | …        |  |  |       |  |  |               |  |  |             |  |
|                   |   | …                   | …        |  |  |       |  |  |               |  |  |             |  |
|                   |   | …                   | …        |  |  |       |  |  |               |  |  |             |  |
| Ermenechilde      |   | …                   |          |  |  |       |  |  |               |  |  |             |  |
|                   |   | …                   | …        |  |  |       |  |  |               |  |  |             |  |
|                   |   | …                   | …        |  |  |       |  |  |               |  |  |             |  |
|                   |   | …                   | …        |  |  |       |  |  |               |  |  |             |  |
| Teodorico IV      |   | …                   |          |  |  |       |  |  |               |  |  |             |  |
|                   | … | …                   |          |  |  |       |  |  |               |  |  |             |  |
|                   | … | …                   |          |  |  |       |  |  |               |  |  |             |  |
|                   | … | …                   |          |  |  |       |  |  |               |  |  |             |  |
| …                 | … |                     |          |  |  |       |  |  |               |  |  |             |  |
|                   |   | …                   | …        |  |  |       |  |  |               |  |  |             |  |
|                   |   | …                   | …        |  |  |       |  |  |               |  |  |             |  |
|                   |   | …                   | …        |  |  |       |  |  |               |  |  |             |  |
| Laura dei Franchi |   | …                   |          |  |  |       |  |  |               |  |  |             |  |
|                   |   | …                   | …        |  |  |       |  |  |               |  |  |             |  |
|                   |   | …                   | …        |  |  |       |  |  |               |  |  |             |  |
|                   |   | …                   | …        |  |  |       |  |  |               |  |  |             |  |
| …                 |   | …                   |          |  |  |       |  |  |               |  |  |             |  |
|                   |   | …                   | …        |  |  |       |  |  |               |  |  |             |  |
|                   |   | …                   | …        |  |  |       |  |  |               |  |  |             |  |
|                   |   | …                   | …        |  |  |       |  |  |               |  |  |             |  |
|                   |   | …                   |          |  |  |       |  |  |               |  |  |             |  |

### Fonti primarie
- (LA)  Fredegario, FREDEGARII SCHOLASTICI CHRONICUM CUM SUIS CONTINUATORIBUS, SIVE APPENDIX AD SANCTI GREGORII EPISCOPI TURONENSIS HISTORIAM FRANCORUM.
- (LA)  Annales Marbacenses.
- (LA)  Monumenta Germaniae historica: Chronicon Moissiacensis.
- (LA)  Monumenta Germaniae historica: Domus Carolingicae genealogia.
- (LA)  Rerum Gallicarum et Francicarum Scriptores, tomus tertius.
- (LA)  Annales Mettenses Priores.

### Letteratura storiografica
- Christian Pfister, La Gallia sotto i Franchi merovingi. Vicende storiche, in Storia del mondo medievale, Vol. I, Cambridge, Cambridge University Press, 1978,  pp. 688-711.